# 1208 Troilus

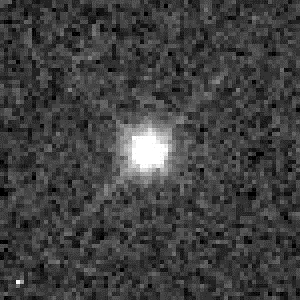
1208 Troilus

1208 Troilus eller 1931 YA är en trojansk asteroid i Jupiters lagrangepunkt L5. Den upptäcktes 31 december 1931 av den tyske astronomen Karl Wilhelm Reinmuth i Heidelberg. Den har fått sitt namn efter Troilus i den grekiska mytologi.
Asteroiden har en diameter på ungefär 100 kilometer.